# Meleon kenti
Meleon kenti är en spindelart som först beskrevs av Roger de Lessert 1925.  Meleon kenti ingår i släktet Meleon och familjen hoppspindlar. Inga underarter finns listade i Catalogue of Life.